# 各国・地域のスポーツ記事一覧
各国・地域のスポーツ記事一覧（かっこく・ちいきのスポーツきじいちらん）では、国・地域別のスポーツ記事を五十音順に列挙する。ここでは独立国家のほか、海外領土や自治領などにおけるスポーツについての記事をも含めた。

## あ行
- アイスランドのスポーツ
- アイルランドのスポーツ
- アクロティリ・デケリアのスポーツ
- アゼルバイジャンのスポーツ
- アセンション島のスポーツ
- アフガニスタンのスポーツ
- アブハジアのスポーツ
- アメリカ合衆国のスポーツ
- アメリカ領サモアのスポーツ
- アメリカ領ヴァージン諸島のスポーツ
- アラブ首長国連邦のスポーツ
- アルジェリアのスポーツ
- アルゼンチンのスポーツ
- アルバのスポーツ
- アルバニアのスポーツ
- アルメニアのスポーツ
- アンギラのスポーツ
- アンゴラのスポーツ
- アンティグア・バーブーダのスポーツ
- アンドラのスポーツ
- イエメンのスポーツ
- イギリスのスポーツ
- イギリス領ヴァージン諸島のスポーツ
- イスラエルのスポーツ
- イタリアのスポーツ
- イラクのスポーツ
- イランのスポーツ
- イングランドのスポーツ
- インドのスポーツ
- インドネシアのスポーツ
- ウェールズのスポーツ
- ウォリス・フツナのスポーツ
- ウガンダのスポーツ
- ウクライナのスポーツ
- ウズベキスタンのスポーツ
- ウルグアイのスポーツ
- エクアドルのスポーツ
- エジプトのスポーツ
- エストニアのスポーツ
- エチオピアのスポーツ
- エリトリアのスポーツ
- エルサルバドルのスポーツ
- 沿ドニエストルのスポーツ
- オーストラリアのスポーツ
- オーストリアのスポーツ
- オーランド諸島のスポーツ
- オマーンのスポーツ
- オランダのスポーツ
- オランダ領アンティルのスポーツ

## か行
- ガーナのスポーツ
- カーボベルデのスポーツ
- ガーンジー島のスポーツ
- ガイアナのスポーツ
- カザフスタンのスポーツ
- カタールのスポーツ
- カナダのスポーツ
- ガボンのスポーツ
- カメルーンのスポーツ
- 韓国のスポーツ
- ガンビアのスポーツ
- カンボジアのスポーツ
- 北アイルランドのスポーツ
- 北キプロスのスポーツ
- 北朝鮮のスポーツ
- 北マリアナ諸島のスポーツ
- ギニアのスポーツ
- ギニアビサウのスポーツ
- キプロスのスポーツ
- キューバのスポーツ
- ギリシャのスポーツ
- キリバスのスポーツ
- キルギスのスポーツ
- グアテマラのスポーツ
- グアムのスポーツ
- クウェートのスポーツ
- クック諸島のスポーツ
- グリーンランドのスポーツ
- クリスマス島のスポーツ
- グルジアのスポーツ
- グレナダのスポーツ
- クロアチアのスポーツ
- ケイマン諸島のスポーツ
- ケニアのスポーツ
- コートジボワールのスポーツ
- ココス諸島のスポーツ
- コスタリカのスポーツ
- コソボのスポーツ
- コモロのスポーツ
- コロンビアのスポーツ
- コンゴ共和国のスポーツ
- コンゴ民主共和国のスポーツ

## さ行
- サウジアラビアのスポーツ
- サモアのスポーツ
- サントメ・プリンシペのスポーツ
- ザンビアのスポーツ
- サンピエール・ミクロンのスポーツ
- サンマリノのスポーツ
- シエラレオネのスポーツ
- ジブチのスポーツ
- ジブラルタルのスポーツ
- ジャージー島のスポーツ
- ジャマイカのスポーツ
- シリアのスポーツ
- シンガポールのスポーツ
- ジンバブエのスポーツ
- スイスのスポーツ
- スヴァールバル諸島のスポーツ
- スウェーデンのスポーツ
- スコットランドのスポーツ
- スーダンのスポーツ
- スペインのスポーツ
- スリナムのスポーツ
- スリランカのスポーツ
- スロバキアのスポーツ
- スロベニアのスポーツ
- スワジランドのスポーツ
- セーシェルのスポーツ
- 赤道ギニアのスポーツ
- セネガルのスポーツ
- セルビアのスポーツ
- セントクリストファー・ネイビスのスポーツ
- セントビンセント・グレナディーンのスポーツ
- セントヘレナのスポーツ
- セントルシアのスポーツ
- ソマリアのスポーツ
- ソマリランドのスポーツ
- ソロモン諸島のスポーツ

## た行
- タークス・カイコス諸島のスポーツ
- タイのスポーツ
- 大韓民国のスポーツ
- 台湾のスポーツ
- タジキスタンのスポーツ
- タンザニアのスポーツ
- チェコのスポーツ
- チャドのスポーツ
- 中央アフリカのスポーツ
- 中華人民共和国のスポーツ
- チュニジアのスポーツ
- 朝鮮民主主義人民共和国のスポーツ
- チリのスポーツ
- ツバルのスポーツ
- デンマークのスポーツ
- ドイツのスポーツ
- トーゴのスポーツ
- トケラウのスポーツ
- ドミニカ共和国のスポーツ
- ドミニカ国のスポーツ
- トリスタン・ダ・クーニャのスポーツ
- トリニダード・トバゴのスポーツ
- トルクメニスタンのスポーツ
- トルコのスポーツ
- トンガのスポーツ

## な行
- ナイジェリアのスポーツ
- ナウルのスポーツ
- ナゴルノ・カラバフのスポーツ
- ナミビアのスポーツ
- ニウエのスポーツ
- ニカラグアのスポーツ
- ニジェールのスポーツ
- 西サハラのスポーツ
- 日本のスポーツ
- ニューカレドニアのスポーツ
- ニュージーランドのスポーツ
- ネパールのスポーツ
- ノーフォーク島のスポーツ
- ノルウェーのスポーツ

## は行
- バーレーンのスポーツ
- ハイチのスポーツ
- パキスタンのスポーツ
- バチカンのスポーツ
- パナマのスポーツ
- バヌアツのスポーツ
- バハマのスポーツ
- パプアニューギニアのスポーツ
- バミューダ諸島のスポーツ
- パラオのスポーツ
- パラグアイのスポーツ
- バルバドスのスポーツ
- ハンガリーのスポーツ
- バングラデシュのスポーツ
- 東ティモールのスポーツ
- ピトケアン諸島のスポーツ
- ビルマのスポーツ
- フィジーのスポーツ
- フィリピンのスポーツ
- フィンランドのスポーツ
- ブータンのスポーツ
- プエルトリコのスポーツ
- フェロー諸島のスポーツ
- フォークランド諸島のスポーツ
- ブラジルのスポーツ
- フランスのスポーツ
- フランス領ポリネシアのスポーツ
- ブルガリアのスポーツ
- ブルキナファソのスポーツ
- ブルネイのスポーツ
- ブルンジのスポーツ
- ベトナムのスポーツ
- ベニンのスポーツ
- ベネズエラのスポーツ
- ベラルーシのスポーツ
- ベリーズのスポーツ
- ペルーのスポーツ
- ベルギーのスポーツ
- ポーランドのスポーツ
- ボスニア・ヘルツェゴビナのスポーツ
- ボツワナのスポーツ
- ボリビアのスポーツ
- ポルトガルのスポーツ
- 香港のスポーツ
- ホンジュラスのスポーツ

## ま行
- マーシャル諸島のスポーツ
- マカオのスポーツ
- マケドニア共和国のスポーツ
- マダガスカルのスポーツ
- マヨットのスポーツ
- マラウィのスポーツ
- マリ共和国のスポーツ
- マルタのスポーツ
- マレーシアのスポーツ
- マン島のスポーツ
- ミクロネシア連邦のスポーツ
- 南アフリカ共和国のスポーツ
- 南オセチアのスポーツ
- ミャンマーのスポーツ
- メキシコのスポーツ
- モーリシャスのスポーツ
- モーリタニアのスポーツ
- モザンビークのスポーツ
- モナコのスポーツ
- モルディブのスポーツ
- モルドバのスポーツ
- モロッコのスポーツ
- モンゴルのスポーツ
- モンテネグロのスポーツ
- モントセラトのスポーツ

## や行
- ヨルダンのスポーツ

## ら行
- ラオスのスポーツ
- ラトビアのスポーツ
- リトアニアのスポーツ
- リビアのスポーツ
- リヒテンシュタインのスポーツ
- リベリアのスポーツ
- ルーマニアのスポーツ
- ルクセンブルクのスポーツ
- ルワンダのスポーツ
- レソトのスポーツ
- レバノンのスポーツ
- ロシアのスポーツ